# På tigh förtröstar jagh/ min Gudh
På dig förtröstar jag, min Gud är en psalm av Haqvin Spegel (1645-1714) Psalmen baseras på Konung Davids 7:e psalm. En Bön emot förföljare. Psalmen har som melodi nr 79 O Herre Gud av Himmelrik, vår tillflykt är du evinnerlig.
Psalmen inleds 1695 med orden:
På tigh förtröstar jagh, min Gudh
Hielp migh från mina owänner

## Publicerad som
- 1695 års psalmbok som nr 28 under rubriken "Konung Davids Psalmer".